# Lake Bronson
Lake Bronson és una població dels Estats Units a l'estat de Minnesota. Segons el cens del 2000 tenia 246 habitants.

## Demografia
Segons el cens del 2000, Lake Bronson tenia 246 habitants, 128 habitatges, i 66 famílies. La densitat de població era de 158,3 habitants per km².
Dels 128 habitatges en un 15,6% hi vivien nens de menys de 18 anys, en un 38,3% hi vivien parelles casades, en un 8,6% dones solteres, i en un 48,4% no eren unitats familiars. En el 42,2% dels habitatges hi vivien persones soles el 23,4% de les quals corresponia a persones de 65 anys o més que vivien soles. El nombre mitjà de persones vivint en cada habitatge era d'1,92 i el nombre mitjà de persones que vivien en cada família era de 2,59.
Per edats la població es repartia de la següent manera: un 16,7% tenia menys de 18 anys, un 4,1% entre 18 i 24, un 26% entre 25 i 44, un 27,6% de 45 a 60 i un 25,6% 65 anys o més.
L'edat mediana era de 48 anys. Per cada 100 dones de 18 o més anys hi havia 95,2 homes.
La renda mediana per habitatge era de 25.278 $ i la renda mediana per família de 30.938 $. Els homes tenien una renda mediana de 29.107 $ mentre que les dones 25.208 $. La renda per capita de la població era de 12.239 $. Entorn del 20,8% de les famílies i el 24,1% de la població estaven per davall del llindar de pobresa.

## Poblacions més properes
El següent diagrama mostra les poblacions més properes.